# Rory Williams
Rory Arthur Williams è un personaggio immaginario interpretato da Arthur Darvill nella serie televisiva Doctor Who. Rory si unisce al Dottore a metà della quinta stagione. Sposerà Amy Pond da cui avrà una figlia, Melody Pond in seguito nota come River Song. Il Dottore è solito riferirsi a lui chiamandolo "Mr. Pond", come se fosse stato Rory ad acquisire con il matrimonio il cognome della moglie e non viceversa.

## Televisione

### Infanzia
Sin dall'infanzia Rory è un amico stretto di Amy Pond; i due crescono assieme in Leadworth, una fittizia cittadina vicino a Gloucester. Da bambini spesso giocavano a vestirsi, con Amy che insisteva a fare vestire Rory come il dottore.

### Quinta stagione
Rory viene introdotto nell'episodio L'undicesima ora, dove la sua amicizia con Amy Pond (Karen Gillan) si è evoluta in una relazione sentimentale. Nel 2008 lavora come infermiere nell'ospedale locale e si incuriosisce riguardo ad alcuni pazienti in coma visti camminare per le strade; poi si rivelano essere il Prigioniero Zero che prende le loro forme come travestimento. Lui è sotto shock di incontrare l'immaginario Dottore, interpretato da Matt Smith, che riconosce immediatamente.
Nei due anni successivi Rory e Amy si fidanzano. Il Dottore torna a prendere Amy la sera prima del loro matrimonio per poi riportarla quella stessa notte. Dopo che Amy prova a sedurre il Dottore lui porta Amy e Rory a Venezia per riparare la loro relazione. Rory, che ha sempre provato risentimento per il dottore per la sua connessione con Amy e gli interessi di lei in lui, diventa sempre più infastidito e anche paranoico della relazione tra loro due. Quando Rory suggerisce di tornare a Leadworth, Amy lo invita a viaggiare con loro; il Dottore è d'accordo e Rory accetta.
Nell'episodio sangue freddo Rory viene ucciso da una siluriana. In seguito, viaggiando indietro nel tempo, Rory riappare come centurione romano nel 102 a.C., infatti si scopre che Rory è rinato come Auton (una copia di plastica vivente) creato dal ricordo di Amy grazie alle pietre del Stonehenge, che essendo di origine aliene hanno la capacità di riflettere i pensieri altrui, per intrappolare il Dottore. Pur tentando disperatamente di ribellarsi alla sua programmazione Rory non può che uccidere Amy, il cui corpo viene messo nella Pandorica, una prigione perfetta in cui nemmeno la morte può entrare, che riporterà il suo occupante alla vita. Il processo, tuttavia, si compirà in non meno di duemila anni; per proteggere il sonno dell'amata Rory rimarrà in attesa, da solo, per tutta la durata di questo lunghissimo periodo. Alla fine Amy verrà liberata da una versione più giovane di se stessa nel 1996. Il Dottore ricrea un nuovo universo grazie alla Pandorica, così la storia viene riscritta e Rory torna a vivere come persona. Rory e Amy si sposeranno alla fine della stagione.

### Sesta stagione
Amy e Rory continuano a viaggiare con il Dottore; Amy viene rapita dall'Accademia della Domanda che vuole usarla per creare un'arma abbastanza forte da sconfiggere il Dottore. Rory e il Dottore corrono in suo soccorso e scoprono che l'arma in questione è la bambina che Amy porta in grembo. Nasce così la piccola Melody Pond; essa è per metà un Signore del Tempo per via del fatto che Rory mise incinta la moglie mentre erano nel tunnel temporale del TARDIS. La piccola viene strappata via dai suoi genitori; in seguito si scopre che la bambina è colei che è destinata a diventare River Song, l'archeologa viaggiatrice del tempo amica del Dottore.
Il Dottore regala a Amy e a Rory una casa e un'automobile come regalo di nozze e decide di separarsi da loro per un po' di tempo.

### Settima stagione
Rory e Amy sono in procinto di divorziare; il Dottore torna a fare loro visita ed è molto meravigliato di vedere che il matrimonio dei suoi amici è in crisi. Il Signore del Tempo li porta con sé in una missione molto pericolosa in un pianeta usato come manicomio per i Dalek. Mentre Rory e Amy stavano quasi per morire Rory le confessa che in fondo lui aveva sempre saputo di amarla più di quanto lei amasse lui; Amy si arrabbia molto dicendogli che si sbaglia e che se il loro matrimonio è in crisi perché lei si sente in colpa per lui a causa del fatto che non riesce a dargli dei figli, la cosa è probabilmente da legare a quello che è successo quando venne rapita dall'Accademia della Domanda. Rory spiega alla moglie che la ama e che non gli importa se non avranno mai dei bambini, così i due si riconciliano.
Nell'episodio Gli angeli prendono Manhattan Rory viene teletrasportato nel passato da un Angelo Piangente, ed Amy, per amore del marito, si fa teletrasportare con lui. Dalla data sulla lapide sembrerebbe che Rory sia morto a ottantadue anni.

## Critica
Le frequenti morti di Rory nella serie sono state soggette a critica. Morgan Jeffery, critico di Digital Spy ha scritto: "Uno degli elementi chiave in Doctor Who è ovviamente il senso del pericolo e la persistente presenza della morte, ma le continue morti e resurrezioni di Rory stanno diventando così frequenti che i confronti con Kenny di South Park sono quasi inevitabili".